# Реформа Монтегю — Челмсфорда
«Реформа Монтегю — Челмсфорда» (англ. Government of India Act 1919 — «Акт о правительстве Индии»), также Закон об управлении Индией, — название законодательного акта Британской империи, принятого парламентом Великобритании в 1919 году. Закон был разработан на основе рекомендаций из доклада государственного секретаря по делам Индии Эдвин Монтегю и вице-короля лорда Челмсфорда и расширял участие индийцев в управлении Индией. Согласно закону, новая система управления была установлена с 1919 по 1929 год, но фактически просуществовала дольше, пока не была отменена «Законом об управлении Индией» 1935 года.
Закон предусматривал форму двойного управления для крупных провинций: часть дел (сельское хозяйство, руководство местными органами власти, здравоохранение), составляющих так называемый «transferred list», передавалась в ведение кабинета министров, подотчётного Провинциальному совету (который также был расширен), остальные дела (включая оборону, внешние сношения и транспорт), входившие в так называемый «reserved list», оставались под контролем вице-короля.
Был расширен и реформирован Имперский законодательный совет, ставший двухпалатным законодательным органом для всей Индии. Нижнюю палату теперь составляла Законодательная ассамблея из 144 членов, 104 из которых избирались, а 40 — назначались; срок полномочий членов палаты составлял три года. Верхнюю палату составлял Совет государств, из 34 избираемых и 26 назначаемых членов; срок полномочий членов совета составлял пять лет.